# David Checa

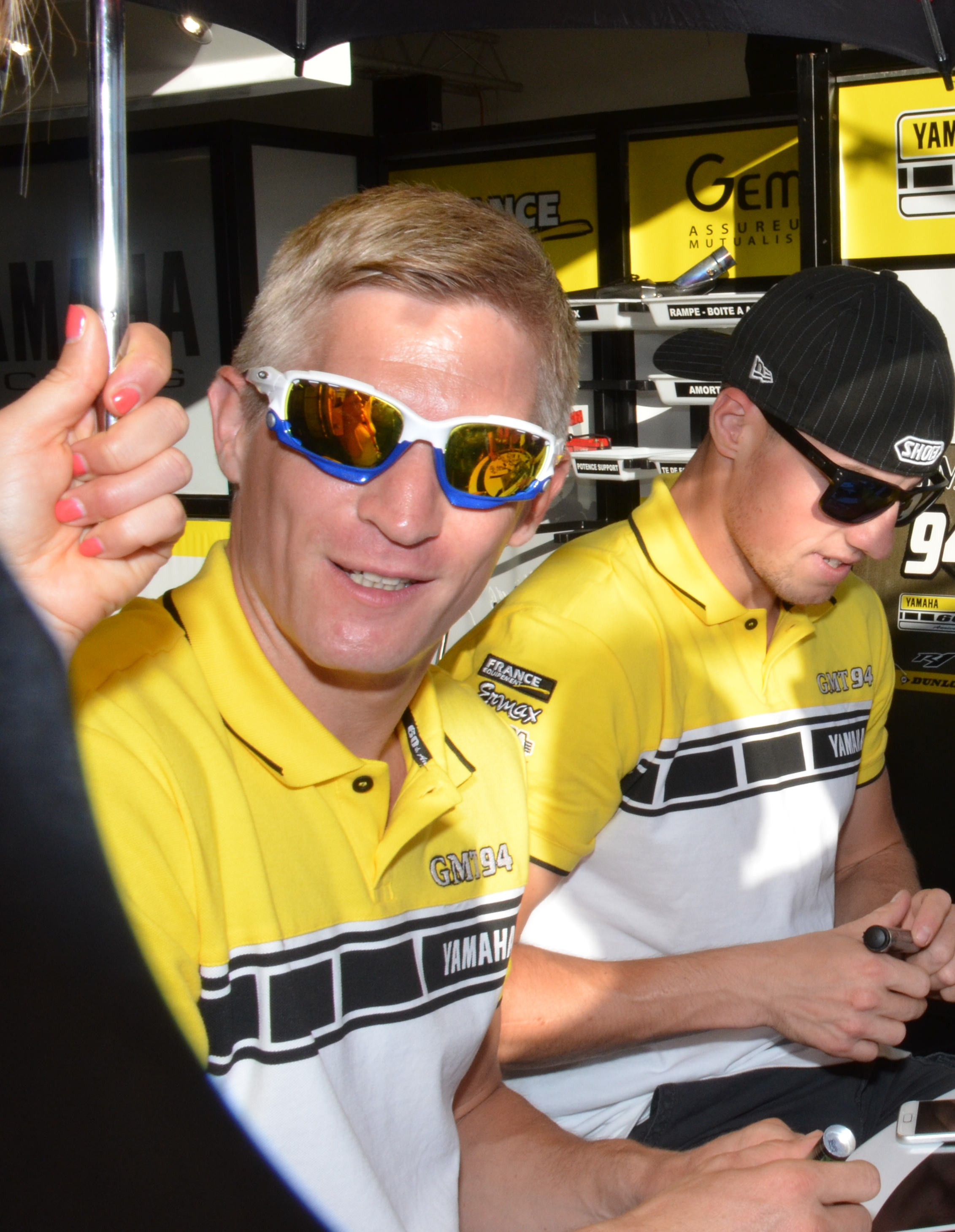
David Checa 2015.

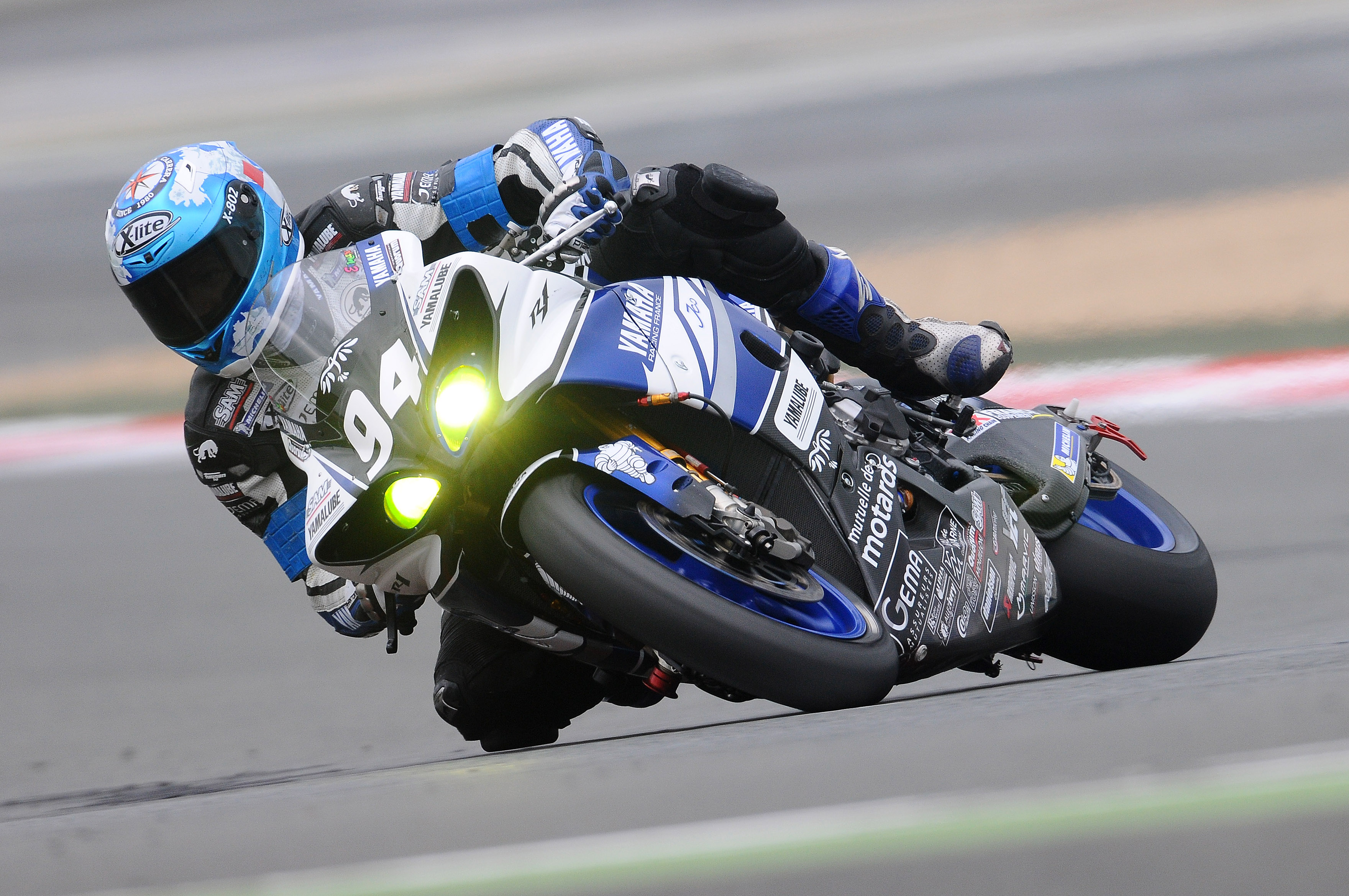
David Checa - Bol d'Or 2013.

David Checa, född 20 april 1980 i Sant Fruitós de Bages i Barcelona i Katalonien i Spanien, är en spansk  roadracingförare. David är yngre bror till MotoGP-föraren Carlos Checa.

## Karriär
Checa har tävlat i roadracing sedan 1996, mestadels i Superbike- och Supersport-serierna Spanien och Europa. 2000-2002 körde han 250GP-VM innan han koncentrerade sig på endurance-racing, där han var med i världsmästar-teamet 2004; Team Fortuna Yamaha. Han var åter med och tog VM-titeln i Endurance 2014 med teamet Yamaha Racing - GMT 94 - Michelin.
Checa var förste testförare för Pirelli inför Superbikesäsongen 2005 då han också körde några race i World Superbike. Samma år hoppade han in i MotoGP i Fortuna Yamaha som ersättare för skadade Toni Elias. 2006 hade han ett kontrakt för att köra hela Superbikeserien, men fick stora delar av säsongen spolierad av en fotledsskada. Han körde hela säsongerna 2008 och 2009 men etablerade sig aldrig som någon stabil poängplockare i Superbike.